# Claudio von Planta
Claudio von Planta (16 settembre 1962) è un regista e cameraman svizzero.
È il fondatore della Von Planta Productions con sede a Londra.

## Biografia
Dopo aver lasciato l'Esercito Svizzero nel 1982, Claudio von Planta ha studiato Scienza Politiche all'Università di Zurigo.
Ha venduto il suo primo film nel 1985, continuando poi a costruire un portfolio di lavori davvero interessante per le tematiche trattate ma anche per la tecnica utilizzata.
Avendo esperienza in zone di guerra, campi di addestramento per terroristi, Claudio è diventato un membro molto rispettato del mondo giornalistico.
Più volte Claudio ha raccontato di essere stato trattenuto un mese in prigione in Pakistan.

## Carriera
Il suo lavoro più conosciuto è "Long Way Round" per il quale ha accompagnato gli attori Ewan McGregor e Charley Boorman nel loro viaggio in motocicletta da Londra a New York, nel 2004. Subito prima della partenza Claudio ha scoperto che la sua patente per la moto non era valida per il viaggio. Ha poi fallito l'esame di guida il giorno prima della partenza programmata. È così rimasto a Londra per ritentare la prova due settimane più tardi e raggiungere il team a Praga.
Claudio ha dovuto spesso viaggiare in testa al gruppo per poter filmare i due attori al loro passaggio, oppure rincorrerli per ottenere le riprese che voleva.
Durante il viaggio, Von Planta è stato vittima di un paio di brutte cadute. In Mongolia la sua moto è rimasta danneggiata in maniera tale da dover essere spedita per riparazioni. Una moto sostitutiva è poi stata comprata da Ewan McGregor.
Nel 2006 ha poi lavorato assieme a Russ Malkin e Charley Boorman come Direttore di Fotografia per il progetto "Race To Dakar", un documentario sull'avventura di Charlie e del suo team concorrenti del Rally Dakar.
Nel 2007 il team original di Long Way Round come cameraman in "Long Way Down".
Sempre nel 2007, ha lavorato come Regista e Cameraman per il progetto "Hull Freedom Trail", un viaggio di 5000 miglia da Hull in Inghilterra, a Freetown in Sierra Leone.
I membri della spedizione hanno guidato un gruppo di cinque veicoli 4x4 che sono stati donati a progetti di carità nella città di Freetown che si occupano di riunire le famiglie disgregate durante gli anni di guerra civile nel paese. Il film è servito anche per rendere noto e attirare l'attenzione sul problema della moderna schiavitù e del traffico di esseri umani.

## Filmografia
- By Any Means 2
- By Any Means
- Commando Chaplains
- Young Entrepreneur Awards 2008
- Hull Freedom Trail
- British Army TV Adverts
- Long Way Down (2007)
- Forced Repatriation
- PKK Training Camp
- Alcohol Smuggling into Iran
- Words of Warriors
- Blood on the Stone
- The Thin Blue Line (Documentary)
- Himalayan Expedition
- Guns for Hire - Congo DRC
- UNICEF Stop Aids Campaign
- Guns for Hire - Afghanistan
- Neil's Excellent Adventure
- Pakistan on the Tightrope
- Living with Aids
- Rape Trade
- Surviving Sudan (Living with Refugees)
- Long Way Round
- Saddam's Legacy
- War Widows
- Fighting by the Rules
- Saddam's Secret Time-Bomb
- The Saudi Tapes
- The Cuba Connection
- Karzan's Brothers - Escape from the Safe Haven
- Rebels of the Forgotten World
- Minefield Casualty
- African Railway